# Olympische Sommerspiele 2016/Leichtathletik – Hochsprung (Frauen)

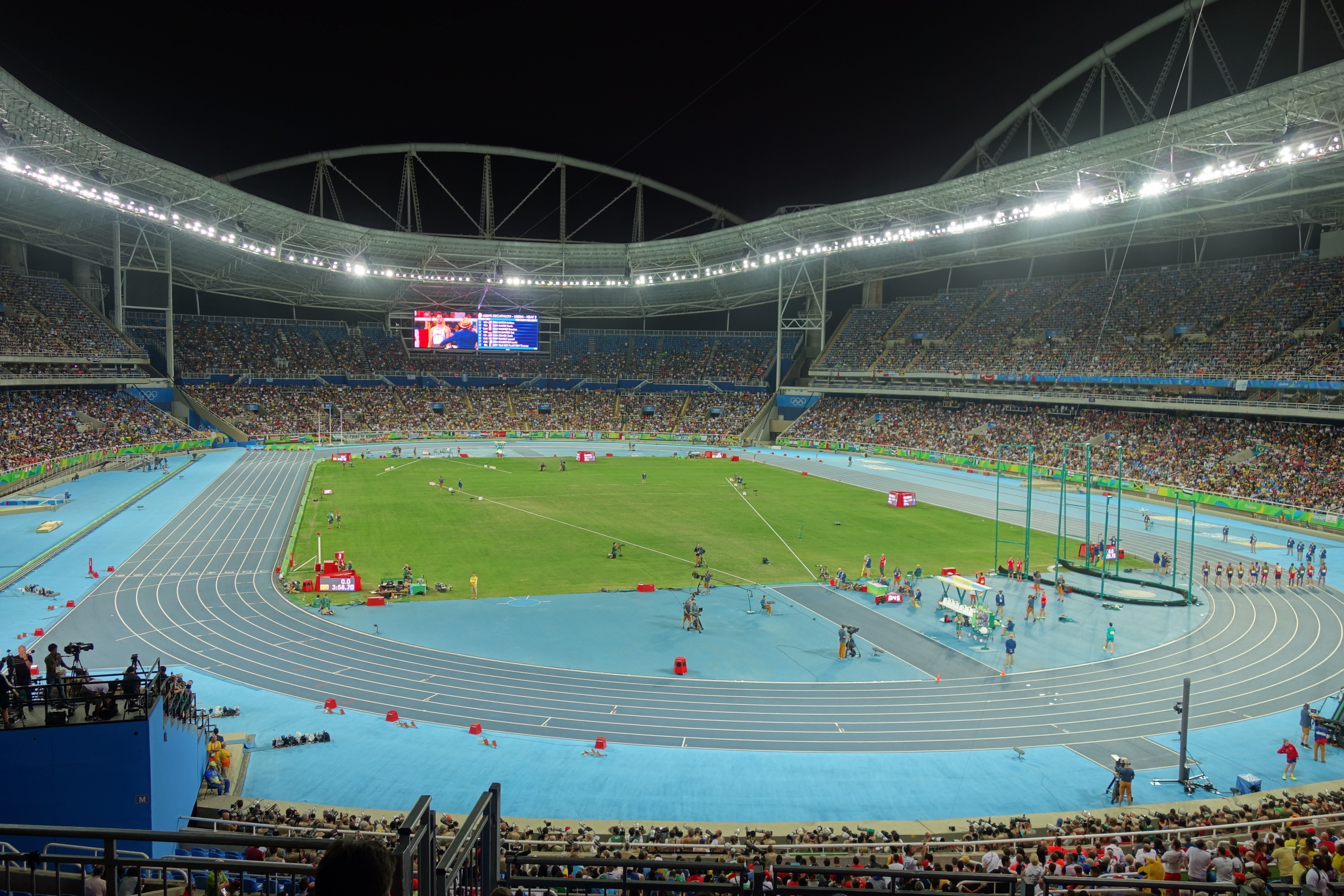
Innenraum des Estádio Olímpico João Havelange während der Spiele von Rio

Der Hochsprung der Frauen bei den Olympischen Spielen 2016 in Rio de Janeiro wurde am 18. und 20. August 2016 im Estádio Nilton Santos ausgetragen. 35 Athletinnen nahmen teil.
Olympiasiegerin wurde die Spanierin Ruth Beitia. Sie gewann vor der Bulgarin Mirela Demirewa und der Kroatin Blanka Vlašić.
Für Deutschland startete Marie-Laurence Jungfleisch. Sie qualifizierte sich für das Finale und wurde Siebte.

Athletinnen aus der Schweiz, Österreich und Liechtenstein nahmen nicht teil.

## Aktuelle Titelträgerinnen
| Olympiasiegerin                         | Anna Tschitscherowa ( Russland)    | 2,05 m | London 2012    |
| Weltmeisterin                           | Marija Kutschina ( Russland)       | 2,01 m | Peking 2015    |
| Europameisterin                         | Ruth Beitia ( Spanien)             | 1,98 m | Amsterdam 2016 |
| Nord-/Zentralamerika-/Karibik-Meisterin | Levern Spencer ( St. Lucia)        | 1,91 m | San José 2015  |
| Südamerika-Meisterin                    | Ana Paula de Oliveira ( Brasilien) | 1,82 m | Lima 2015      |
| Asienmeisterin                          | Svetlana Radzivil ( Usbekistan)    | 1,91 m | Wuhan 2015     |
| Afrikameisterin                         | Lissa Labiche ( Seychellen)        | 1,85 m | Durban 2016    |
| Ozeanienmeisterin                       | Ashleigh Reid ( Australien)        | 1,80 m | Cairns 2015    |

## Bestehende Rekorde
| Weltrekord         | Stefka Kostadinowa ( Bulgarien) | 2,09 m | Rom, Italien                  | 30. August 1987 |
| Olympischer Rekord | Jelena Slessarenko ( Russland)  | 2,06 m | Finale OS Athen, Griechenland | 28. August 2004 |

Der bestehende olympische Rekord wurde bei diesen Spielen nicht erreicht. Mit 1,97 m übersprangen gleich vier Springerinnen die größte hier erzielte Höhe (Finale am 20. August). Dies waren die spanische Olympiasiegerin Ruth Beitia (erster Versuch), die bulgarische Olympiazweite Mirela Demirewa (erster Versuch), die kroatische Bronzemedaillengewinnerin Blanka Vlašić (zweiter Versuch) und die US-amerikanische Olympiavierte Chaunté Lowe (dritter Versuch). Den olympischen Rekord verfehlten diese Wettbewerberinnen damit um jeweils neun Zentimeter. Zum Weltrekord fehlten ihnen jeweils zwölf Zentimeter.

## Legende
Kurze Übersicht zur Bedeutung der Symbolik – so üblicherweise auch in sonstigen Veröffentlichungen verwendet:
| – | verzichtet   |
| o | übersprungen |
| x | ungültig     |

Anmerkung:
Alle Zeitangaben sind auf die Ortszeit Rio (UTC-3) bezogen.

## Qualifikation
Die Athletinnen traten zu einer Qualifikationsrunde in zwei Gruppen an. Mit siebzehn Springerinnen (hellblau unterlegt), die die geforderte Qualifikationshöhe von 1,94 m meisterten, wurde die Mindestanzahl von zwölf Finalteilnehmerinnen übertroffen – so musste das Finalfeld nicht weiter aufgefüllt werden.

### Gruppe A

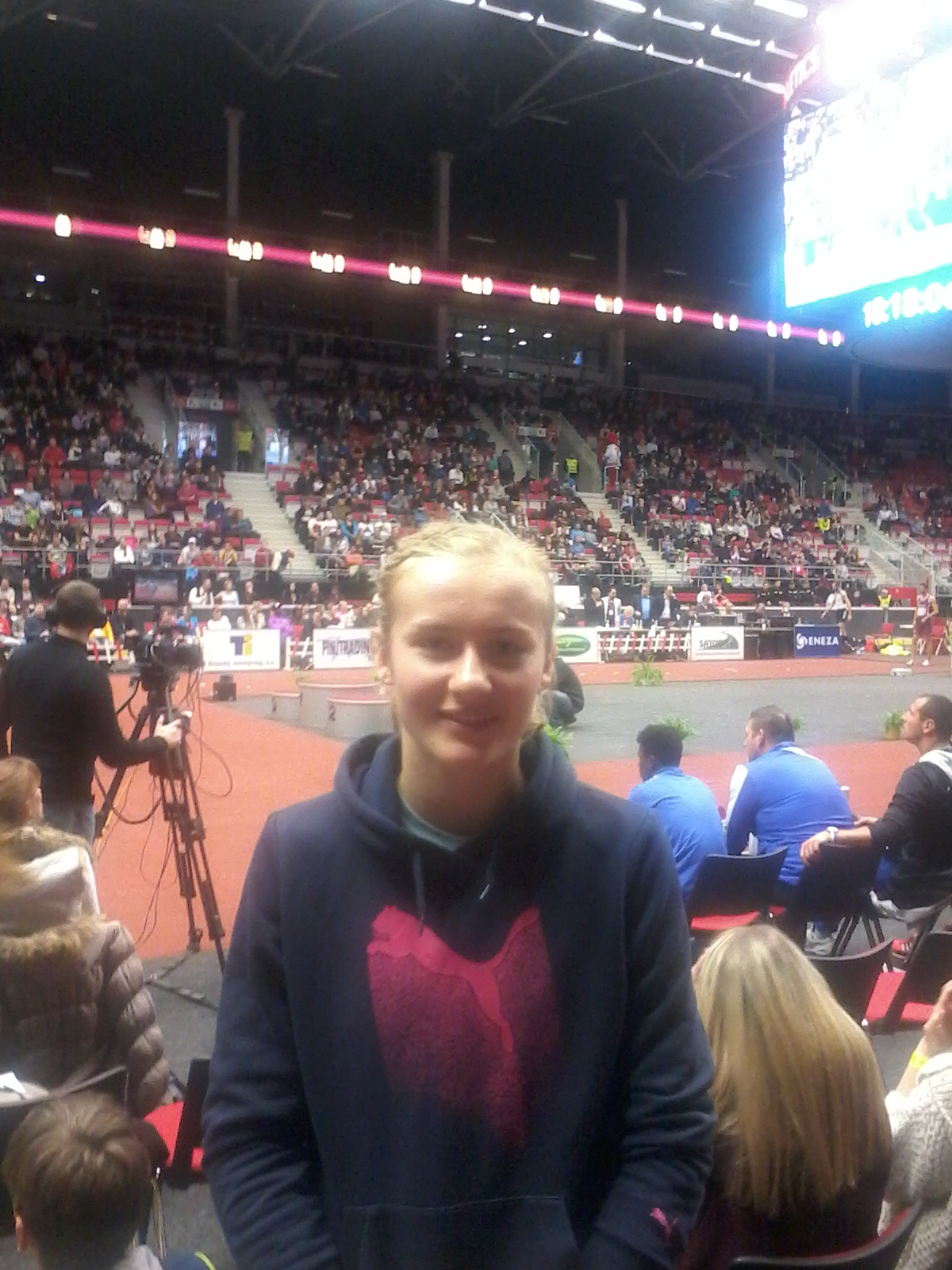
Mit 1,92 m verfehlte Michaela Hrubá das Finale um eine Sprunghöhe
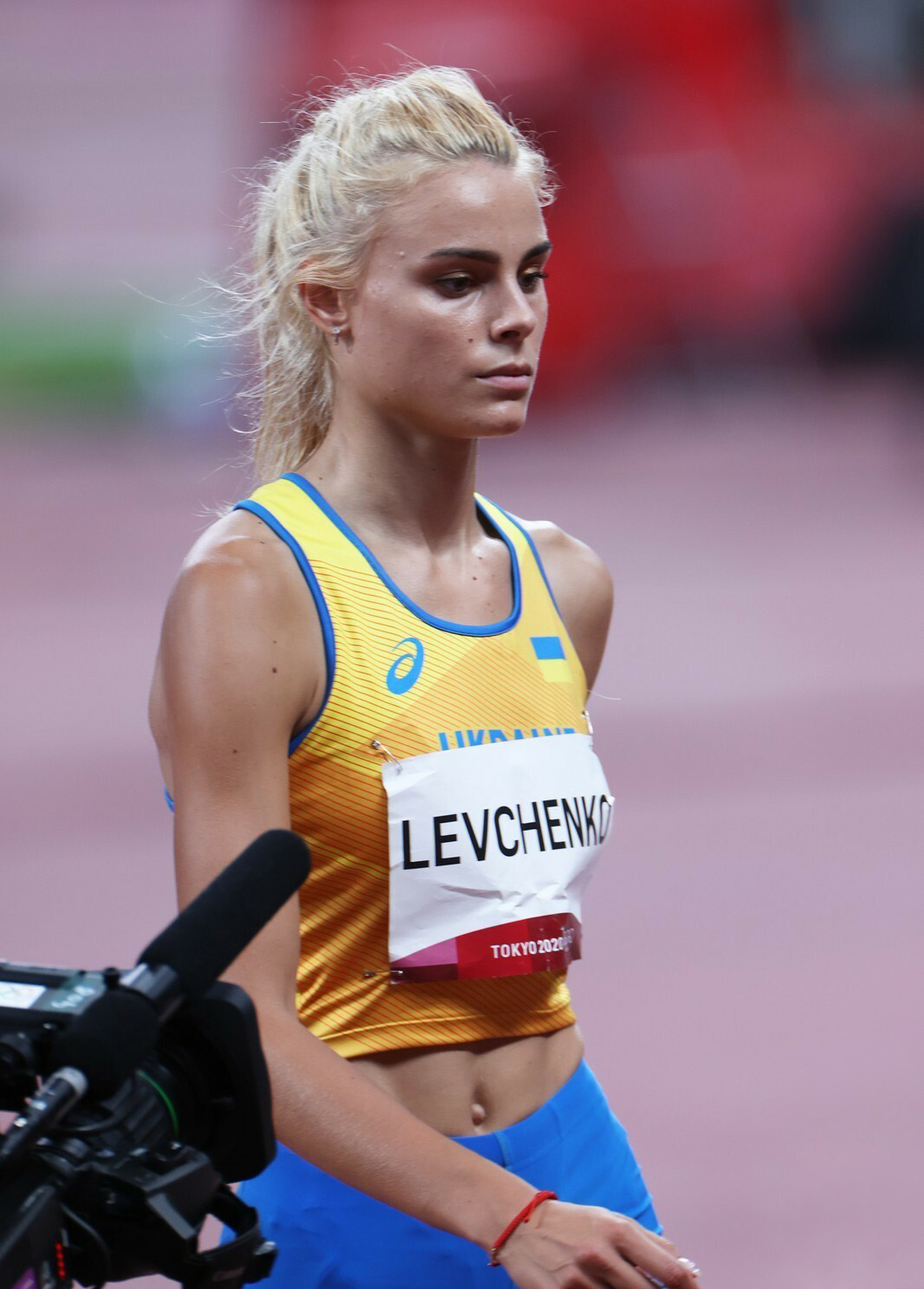
Julija Lewtschenko – ausgeschieden mit 1,92 m
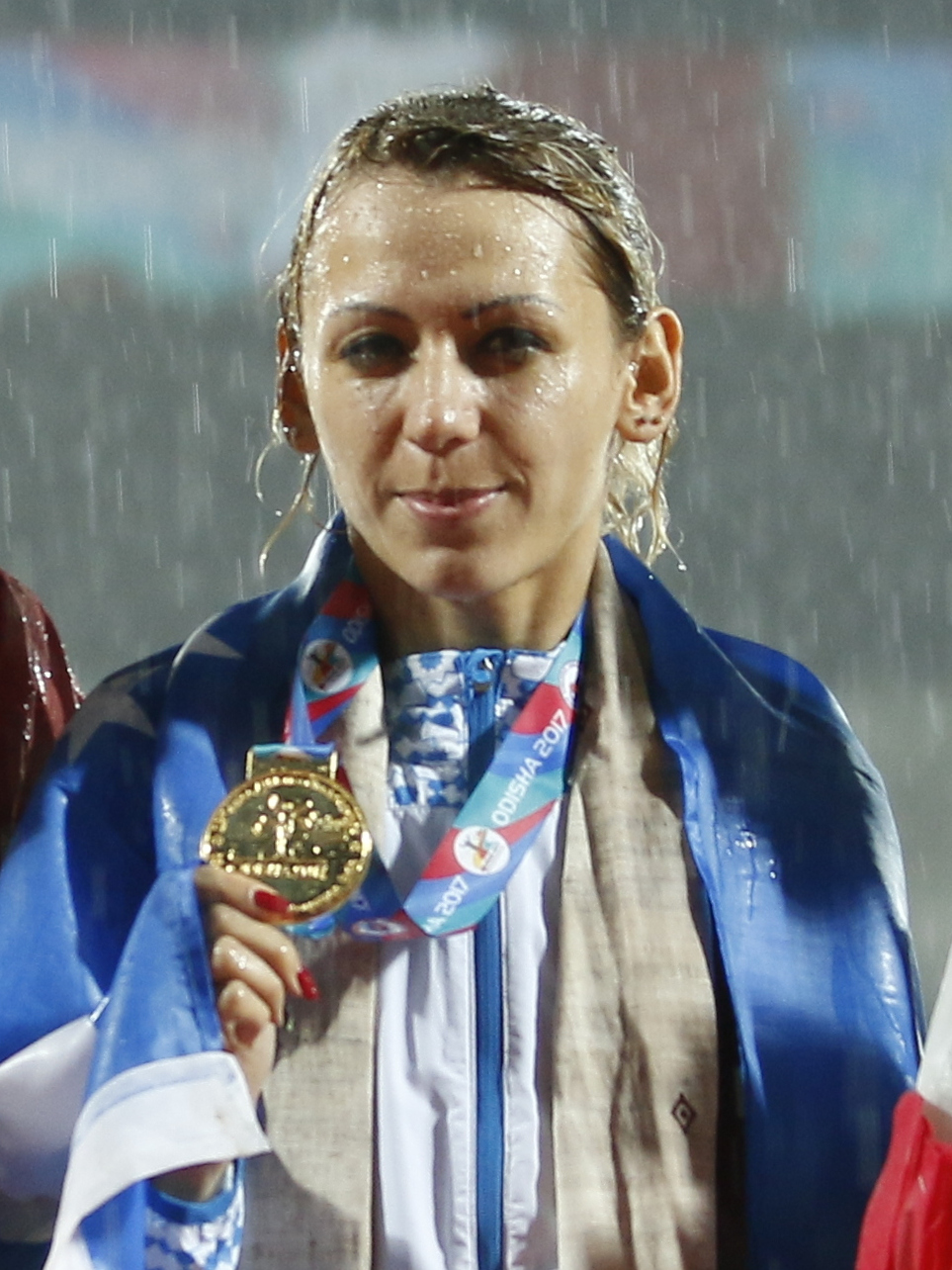
Nadiya Dusanova – ausgeschieden mit 1,92 m

18. August 2016, 10:00 Uhr
| Platz | Name                   | Nation              | 1,80 m | 1,85 m | 1,89 m | 1,92 m | 1,94 m | Höhe   |
| ----- | ---------------------- | ------------------- | ------ | ------ | ------ | ------ | ------ | ------ |
| 1     | Chaunté Lowe           | USA                 | o      | o      | o      | o      | o      | 1,94 m |
| 1     | Levern Spencer         | St. Lucia           | o      | o      | o      | o      | o      | 1,94 m |
| 3     | Mirela Demirewa        | Bulgarien           | o      | o      | o      | xxo    | o      | 1,94 m |
| 4     | Iryna Heraschtschenko  | Ukraine             | o      | o      | o      | o      | xxo    | 1,94 m |
| 5     | Vashti Cunningham      | USA                 | –      | o      | xo     | xo     | xxo    | 1,94 m |
| 5     | Morgan Lake            | Großbritannien      | o      | o      | o      | xxo    | xxo    | 1,94 m |
| 5     | Desirée Rossit         | Italien             | o      | o      | xxo    | o      | xxo    | 1,94 m |
| 8     | Michaela Hrubá         | Tschechien          | o      | o      | o      | o      | xxx    | 1,92 m |
| 9     | Julija Lewtschenko     | Ukraine             | o      | o      | xo     | o      | xxx    | 1,92 m |
| 10    | Nadiya Dusanova        | Usbekistan          | o      | o      | xo     | xo     | xxx    | 1,92 m |
| 11    | Eleanor Patterson      | Australien          | –      | o      | o      | xxx    |        | 1,89 m |
| 11    | Ana Šimić              | Kroatien            | –      | o      | o      | xxx    |        | 1,89 m |
| 13    | Doreen Amata           | Nigeria             | o      | xxo    | xo     | xxx    |        | 1,89 m |
| 14    | Priscilla Frederick    | Antigua und Barbuda | o      | xxo    | xxo    | xxx    |        | 1,89 m |
| 15    | Erika Kinsey           | Schweden            | o      | o      | xxx    |        |        | 1,85 m |
| 16    | Akela Jones            | Barbados            | o      | xo     | xxx    |        |        | 1,85 m |
| 17    | Leontia Kallenou       | Zypern              | xo     | xxx    |        |        |        | 1,80 m |
| 17    | Walentina Liaschenko   | Georgien            | xo     | xxx    |        |        |        | 1,80 m |
| DNS   | Nikoleta Kyriakopoulou | Griechenland        |        |        |        |        |        |        |

Weitere in Qualifikationsgruppe A ausgeschiedene Hochspringerinnen:

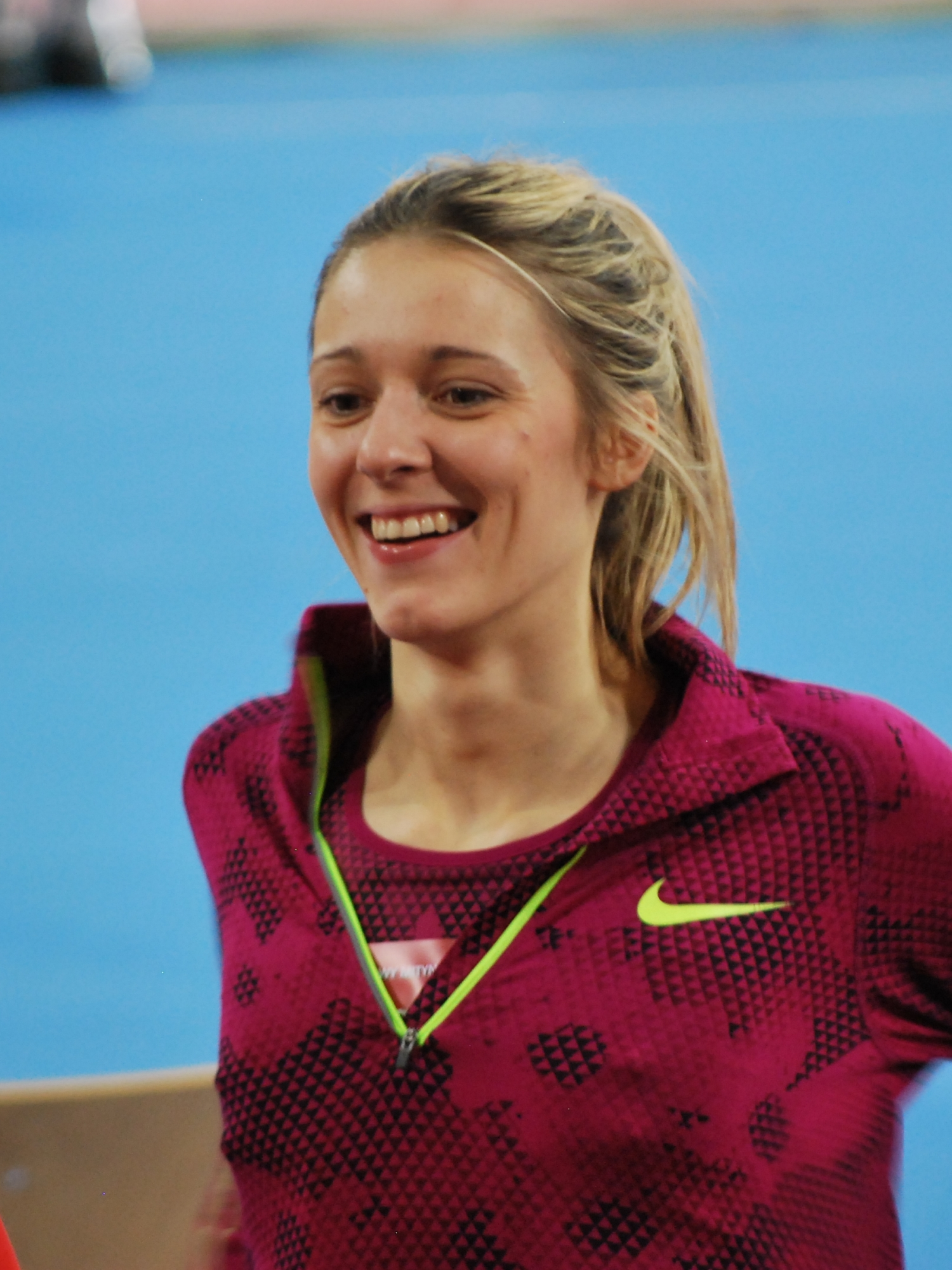
Ana Šimić – 1,89 m
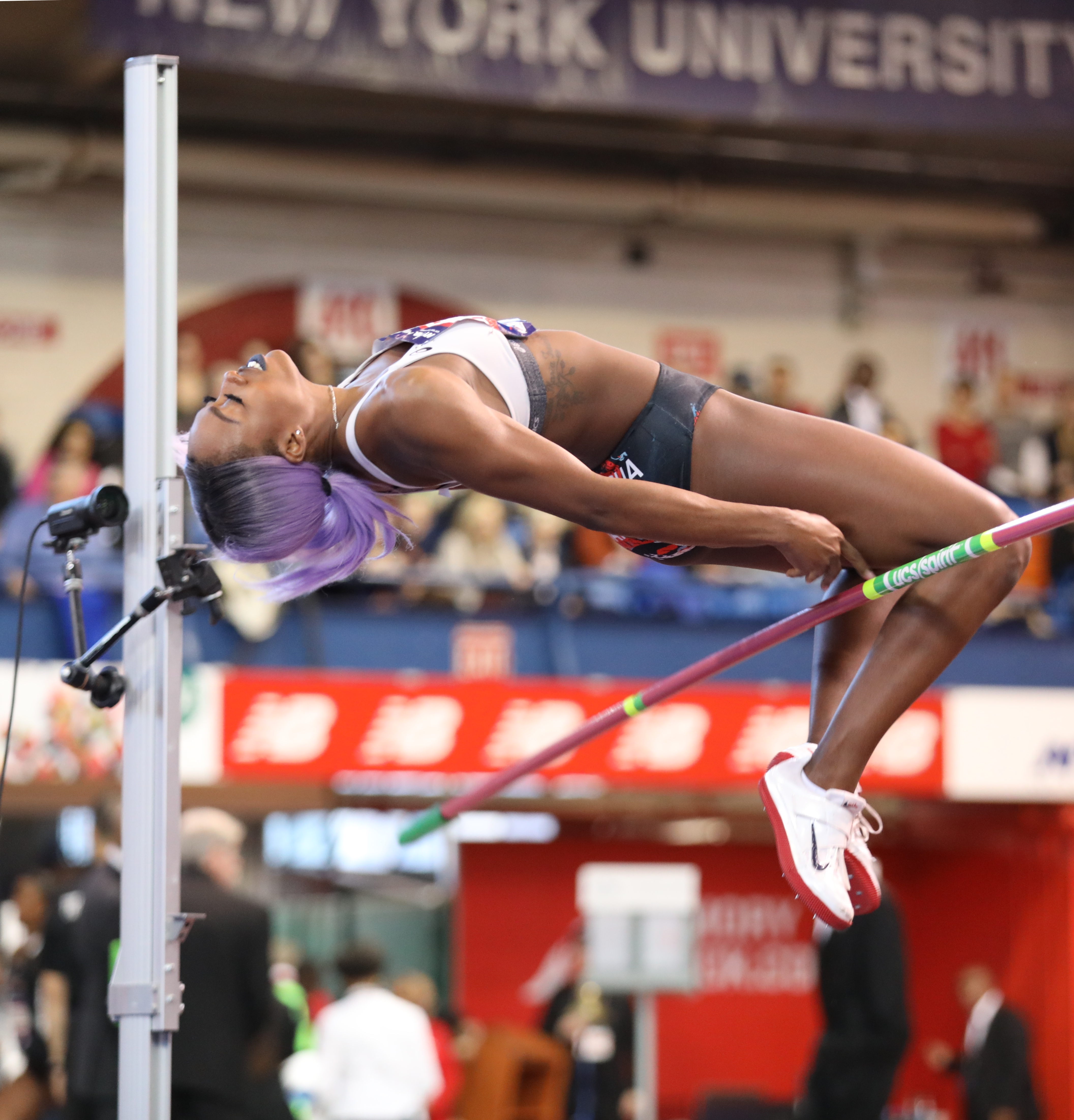
Priscilla Frederick – 1,89 m
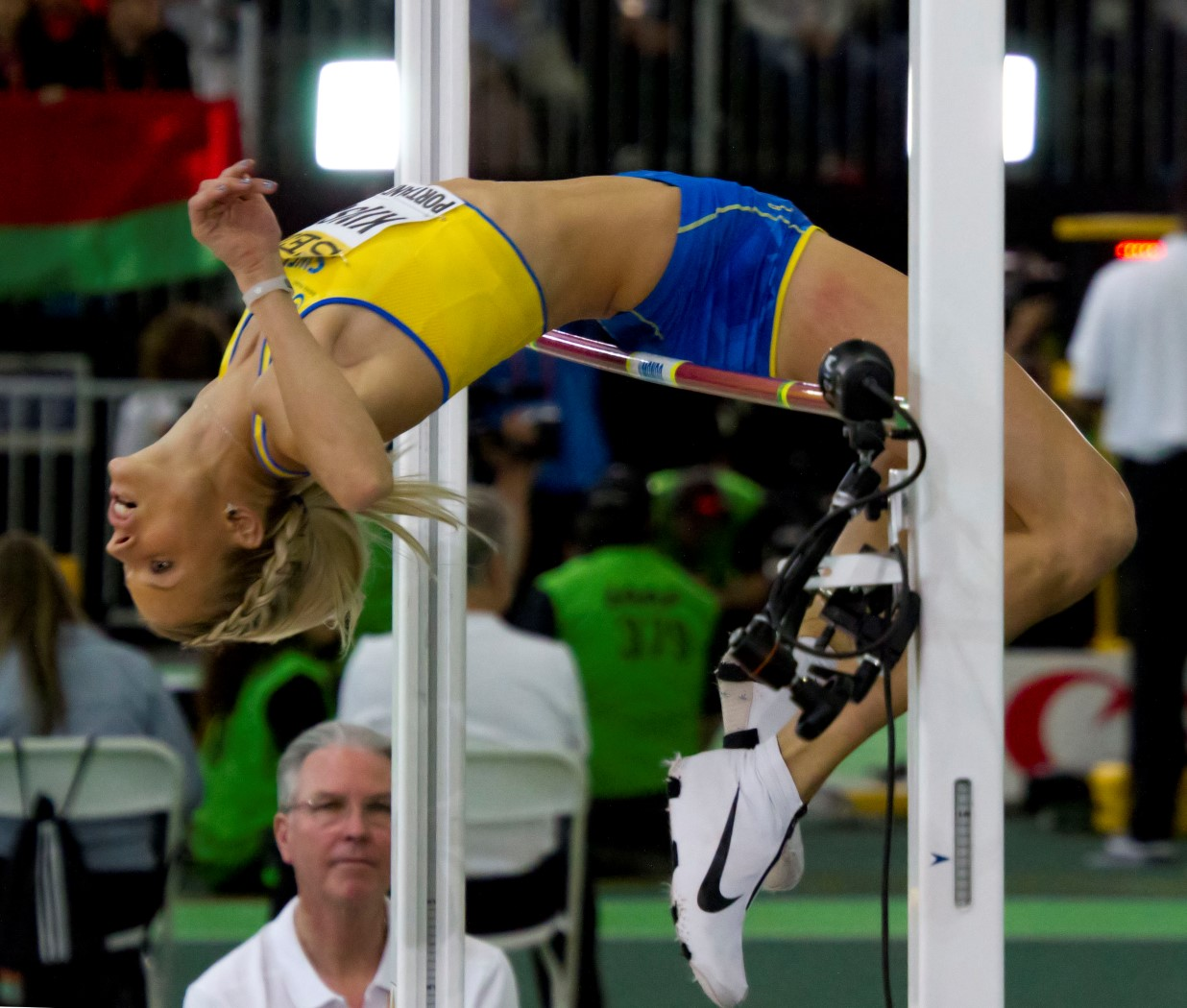
Erika Kinsey – 1,85 m
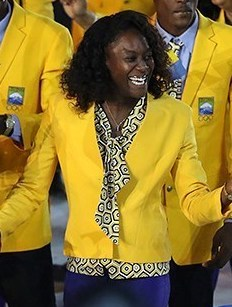
Akela Jones – 1,85 m
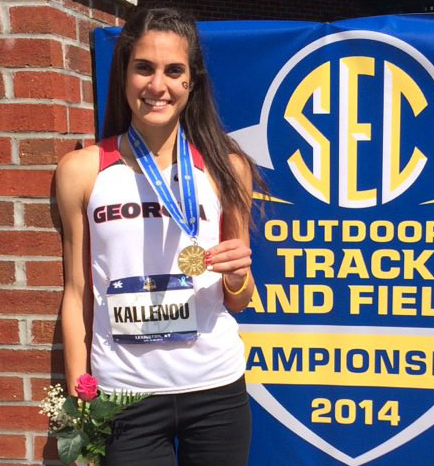
Leontia Kallenou – 1,80 m

### Gruppe B
18. August 2016, 10:00 Uhr
| Platz | Name                       | Nation      | 1,80 m | 1,85 m | 1,89 m | 1,92 m | 1,94 m | Höhe   |
| ----- | -------------------------- | ----------- | ------ | ------ | ------ | ------ | ------ | ------ |
| 1     | Ruth Beitia                | Spanien     | –      | o      | o      | o      | o      | 1,94 m |
| 1     | Inika McPherson            | USA         | –      | o      | –      | o      | o      | 1,94 m |
| 1     | Svetlana Radzivil          | Usbekistan  | o      | o      | o      | o      | o      | 1,94 m |
| 1     | Blanka Vlašić              | Kroatien    | –      | o      | o      | o      | o      | 1,94 m |
| 5     | Sofie Skoog                | Schweden    | o      | o      | xo     | o      | o      | 1,94 m |
| 5     | Alessia Trost              | Italien     | o      | o      | xo     | o      | o      | 1,94 m |
| 7     | Kamila Lićwinko            | Polen       | –      | o      | xo     | xo     | o      | 1,94 m |
| 8     | Airinė Palšytė             | Litauen     | o      | o      | o      | xo     | xo     | 1,94 m |
| 9     | Marie-Laurence Jungfleisch | Deutschland | o      | o      | o      | xxo    | xo     | 1,94 m |
| 10    | Alyxandria Treasure        | Kanada      | o      | o      | o      | xo     | xxo    | 1,94 m |
| 11    | Maruša Černjul             | Slowenien   | o      | o      | o      | xxo    | xxx    | 1,92 m |
| 12    | Oksana Okunjewa            | Ukraine     | o      | o      | o      | xxx    |        | 1,89 m |
| 13    | Jeanelle Scheper           | St. Lucia   | xo     | o      | o      | xxx    |        | 1,89 m |
| 14    | Linda Sandblom             | Finnland    | o      | xo     | xo     | xxx    |        | 1,89 m |
| 15    | Lissa Labiche              | Seychellen  | o      | o      | xxx    |        |        | 1,85 m |
| 16    | Tonje Angelsen             | Norwegen    | xo     | xxx    |        |        |        | 1,80 m |
| 16    | Barbara Szabó              | Ungarn      | xo     | xxx    |        |        |        | 1,80 m |
| DNS   | Nafissatou Thiam           | Belgien     |        |        |        |        |        |        |

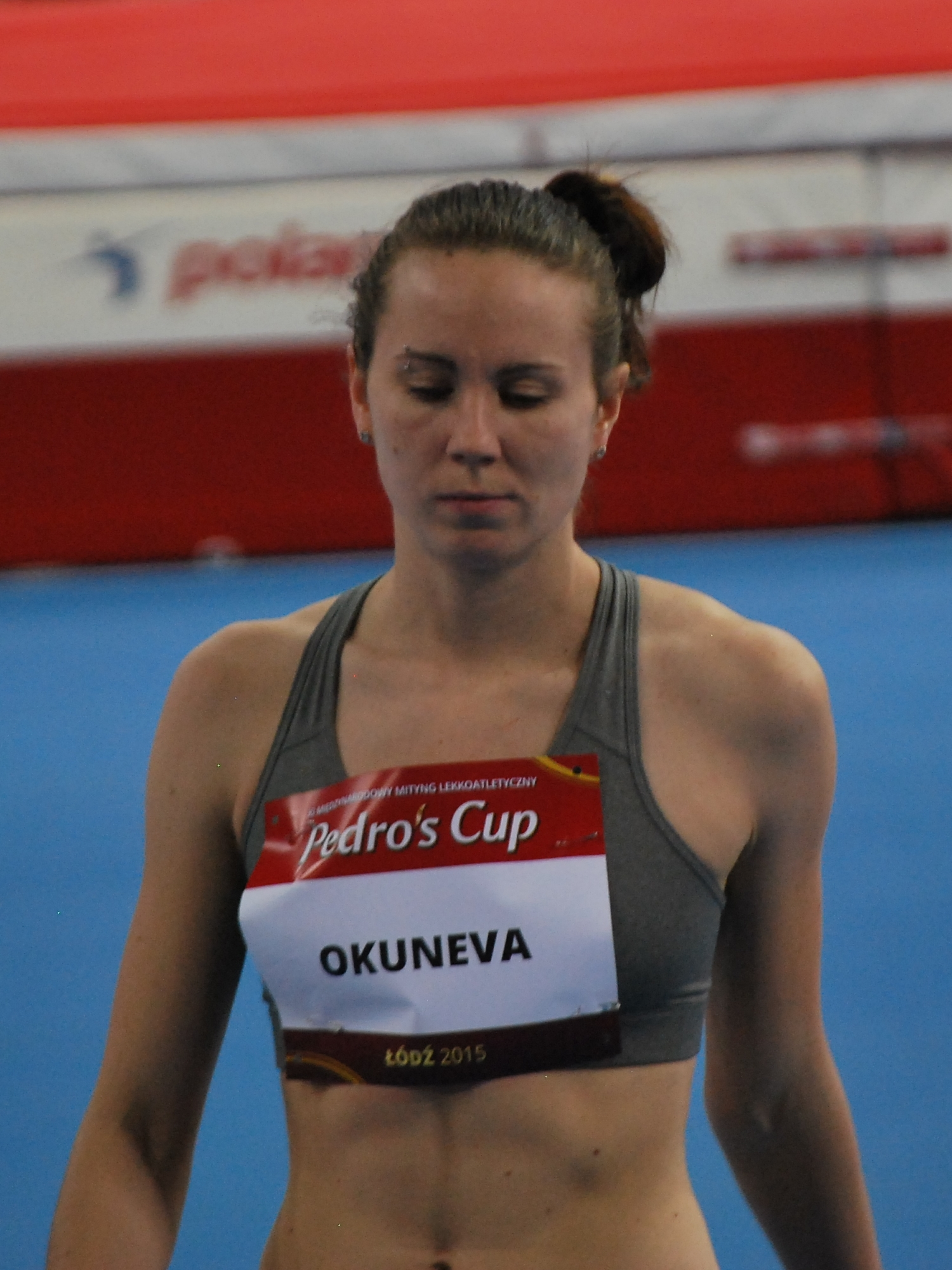
Oksana Okunjewa – ausgeschieden mit 1,89 m

Weitere in Qualifikationsgruppe B ausgeschiedene Hochspringerinnen:

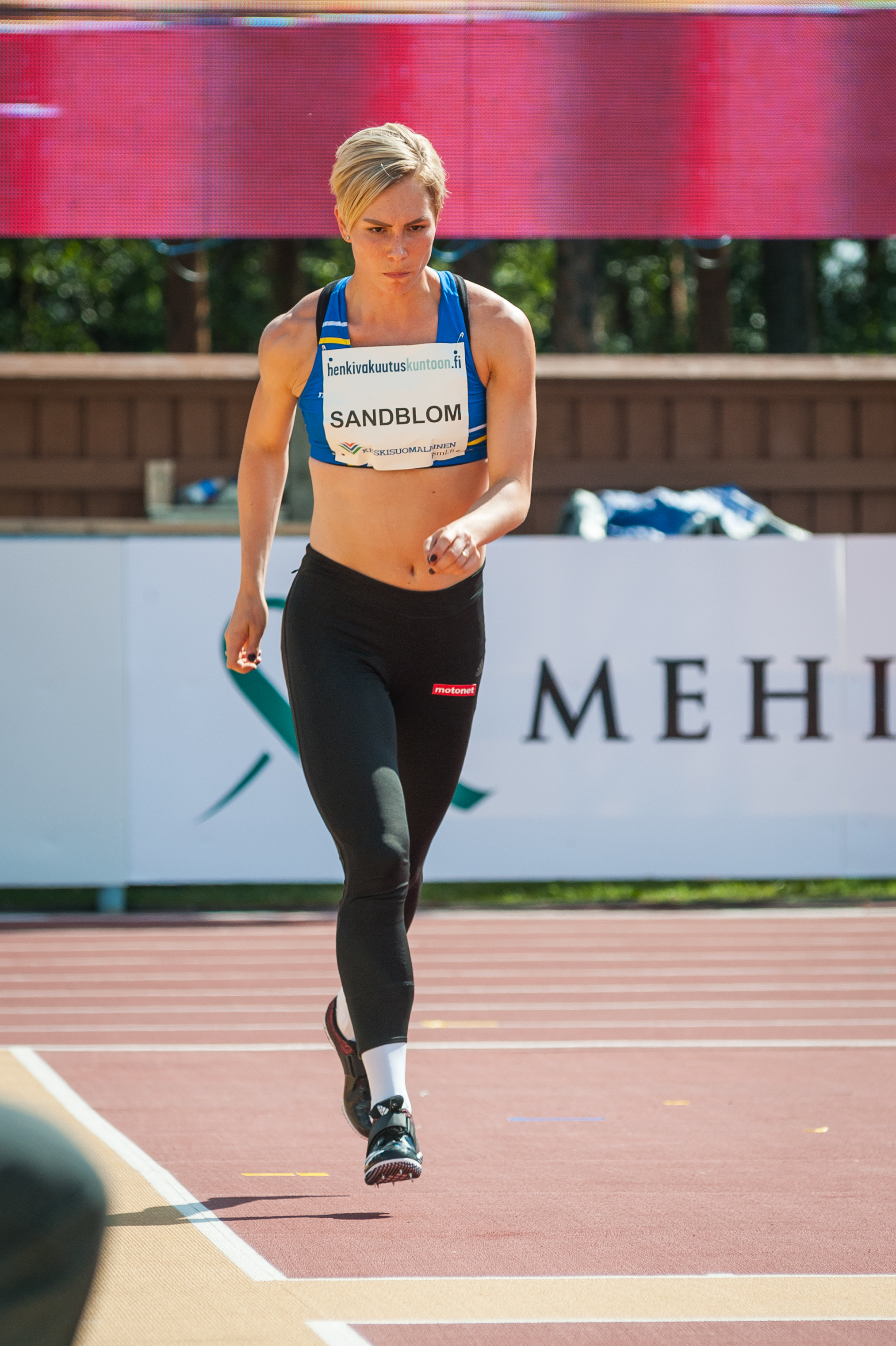
Linda Sandblom – 1,89 m
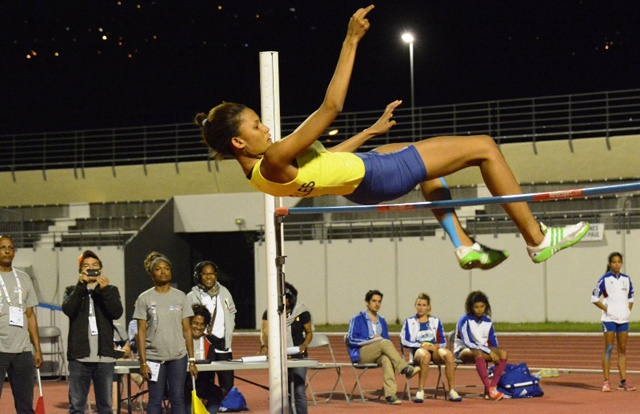
Lissa Labiche – 1,85 m
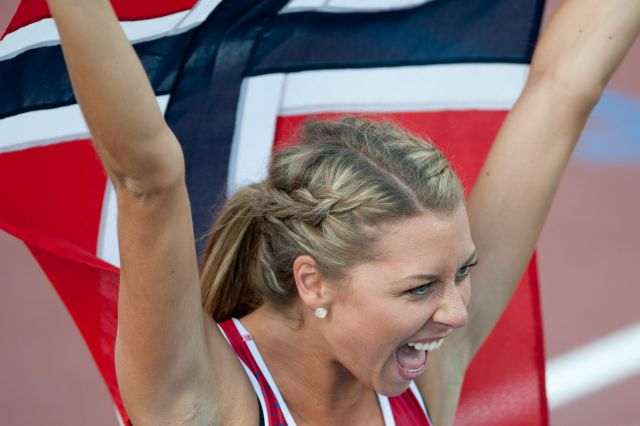
Tonje Angelsen – 1,80 m
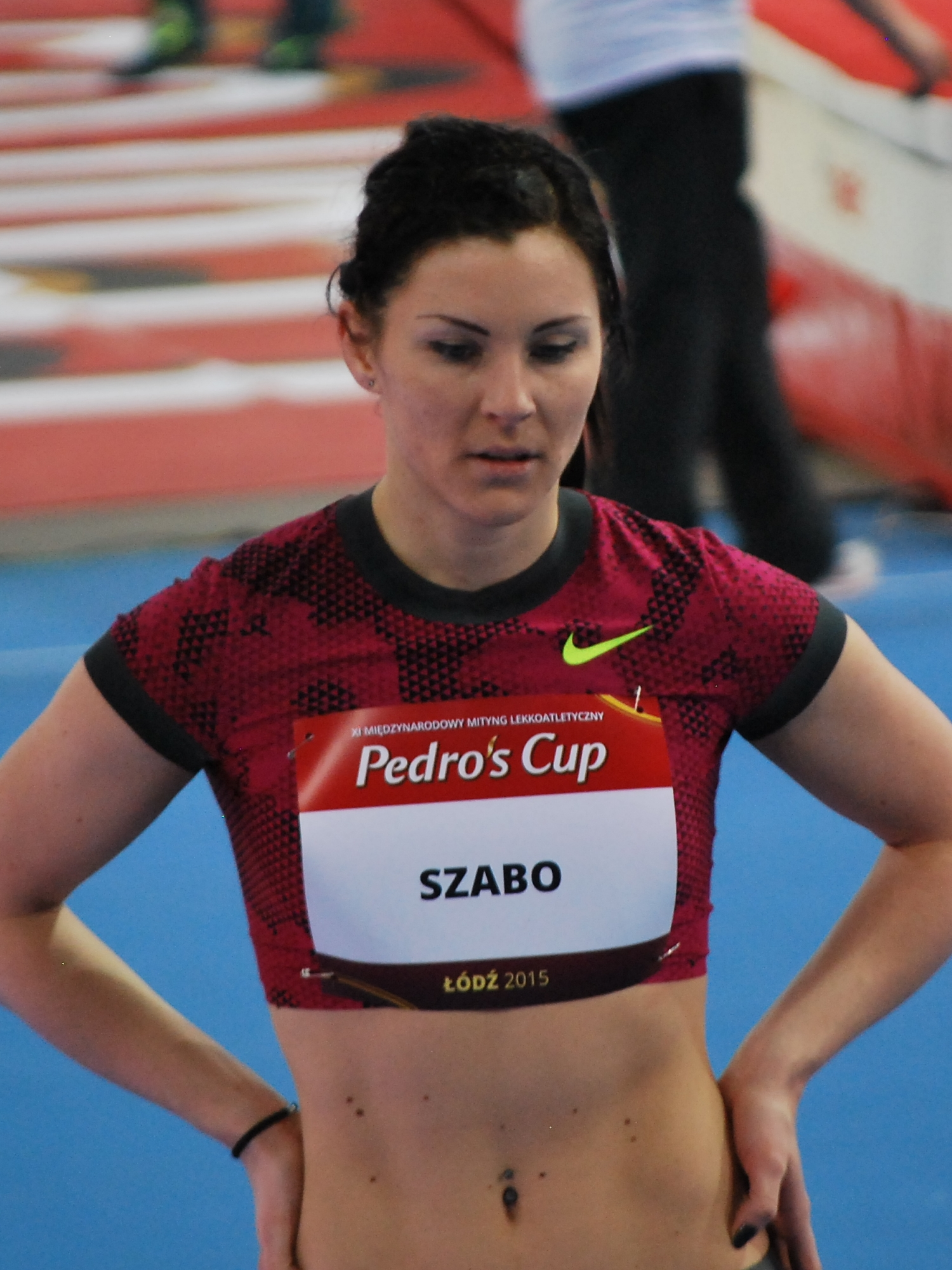
Barbara Szabó – 1,80 m

## Finale
20. August 2016, 20:30 Uhr
| Platz | Name                       | Nation         | 1,88 m | 1,93 m | 1,97 m | 2,00 m | Endresultat |
| ----- | -------------------------- | -------------- | ------ | ------ | ------ | ------ | ----------- |
| 1     | Ruth Beitia                | Spanien        | o      | o      | o      | xxx    | 1,97 m      |
| 2     | Mirela Demirewa            | Bulgarien      | xo     | o      | o      | xxx    | 1,97 m      |
| 3     | Blanka Vlašić              | Kroatien       | xo     | xo     | xo     | xxx    | 1,97 m      |
| 4     | Chaunté Lowe               | USA            | o      | o      | xxo    | xxx    | 1,97 m      |
| 5     | Alessia Trost              | Italien        | o      | o      | xxx    |        | 1,93 m      |
| 6     | Levern Spencer             | St. Lucia      | xo     | o      | xxx    |        | 1,93 m      |
| 7     | Marie-Laurence Jungfleisch | Deutschland    | o      | xo     | xxx    |        | 1,93 m      |
| 7     | Sofie Skoog                | Schweden       | o      | xo     | xxx    |        | 1,93 m      |
| 9     | Kamila Lićwinko            | Polen          | xo     | xo     | xxx    |        | 1,93 m      |
| 10    | Iryna Heraschtschenko      | Ukraine        | o      | xxo    | xxx    |        | 1,93 m      |
| 10    | Morgan Lake                | Großbritannien | o      | xxo    | xxx    |        | 1,93 m      |
| 10    | Inika McPherson            | USA            | o      | xxo    | xxx    |        | 1,93 m      |
| 13    | Vashti Cunningham          | USA            | o      | xxx    |        |        | 1,88 m      |
| 13    | Airinė Palšytė             | Litauen        | o      | xxx    |        |        | 1,88 m      |
| 13    | Svetlana Radzivil          | Usbekistan     | o      | xxx    |        |        | 1,88 m      |
| 16    | Desirée Rossit             | Italien        | xo     | xxx    |        |        | 1,88 m      |
| 17    | Alyxandria Treasure        | Kanada         | xo     | xxx    |        |        | 1,88 m      |

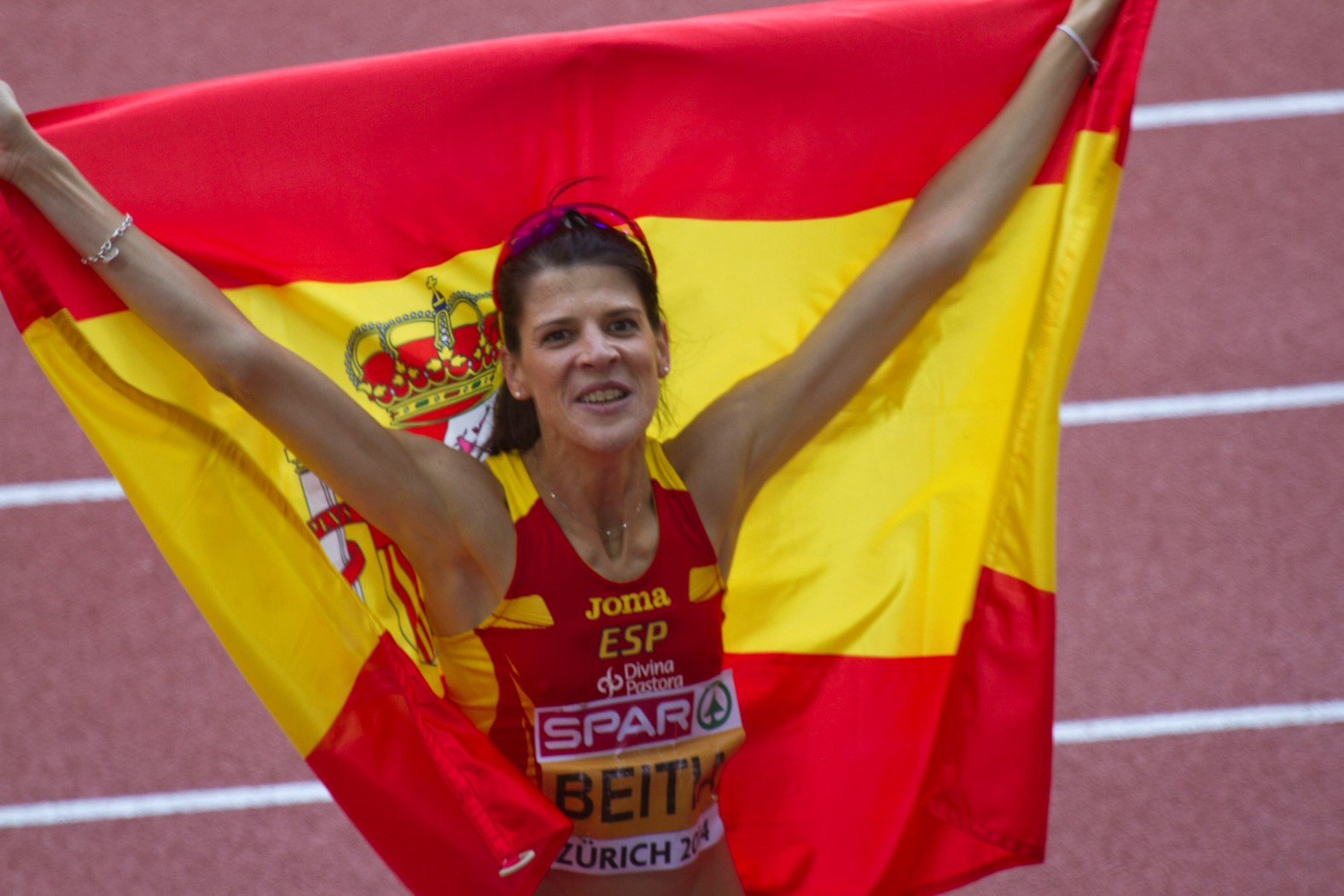
Nach ihren beiden EM-Titeln 2014 und 2016
errang Ruth Beitia nun Olympiagold

Für das Finale hatten sich siebzehn Athletinnen qualifiziert, alle über die geforderte Qualifikationshöhe. Je zwei US-Amerikanerinnen und Italienerinnen sowie jeweils eine Teilnehmerin aus Bulgarien, Deutschland, Großbritannien, Kanada, Kroatien, Litauen, Polen, St. Lucia, Schweden, Spanien, der Ukraine und Usbekistan kämpften um die Medaillen.
Auf Grund des dopingbedingten Startverbots für russische Leichtathleten durch die IAAF (heute World Athletics) waren die Olympiasiegerin von 2012 Anna Tschitscherowa und die amtierende Weltmeisterin Marija Kutschina von der Teilnahme ausgeschlossen. Favoritinnen waren vor allem die 37-jährige Doppeleuropameisterin von 2014 und 2016 Ruth Beitia aus Spanien und die kroatische Vizeweltmeisterin Blanka Vlašić. Ansonsten war der Ausgang dieses Wettbewerbs sehr offen.
Schon die zweite Finalhöhe von 1,93 m bedeutete für fünf Finalistinnen das Aus. Gleich acht weitere Teilnehmerinnen scheiterten an der dritten Höhe von 1,97 m. Somit blieben nur noch vier Athletinnen übrig. Es führte die Spanierin Beitia, die bislang ohne Fehlversuch geblieben war. Dahinter lag die Bulgarin Mirela Demirewa mit einem Fehlversuch bei 1,88 m. Es folgte die Kroatin Blanka Vlašić mit jeweils einem Fehlsprung bei jeder der bis dahin absolvierten Höhen. Die US-Springerin Chaunté Lowe lag auf Platz vier, sie hatte bei 1,97 m zwei Fehlversuche zu Buche stehen. Alle vier verbliebenen Springerinnen scheiterten an 2,00 m, sodass sich in der Platzierung nichts mehr änderte.
Ruth Beitia war die erste spanische Olympiasiegerin im Hochsprung der Frauen. Mit 1,97 m reichte ihr die niedrigste Höhe zum Sieg seit 1980. Damals hatte die Italienerin Sara Simeoni mit ebenfalls 1,97 m gewonnen.

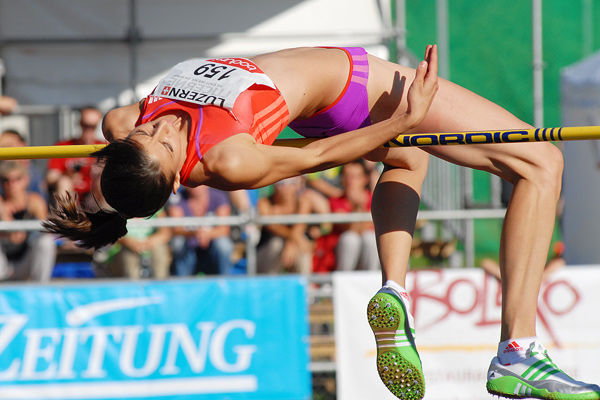
Silbermedaillengewinnerin Mirela Demirewa
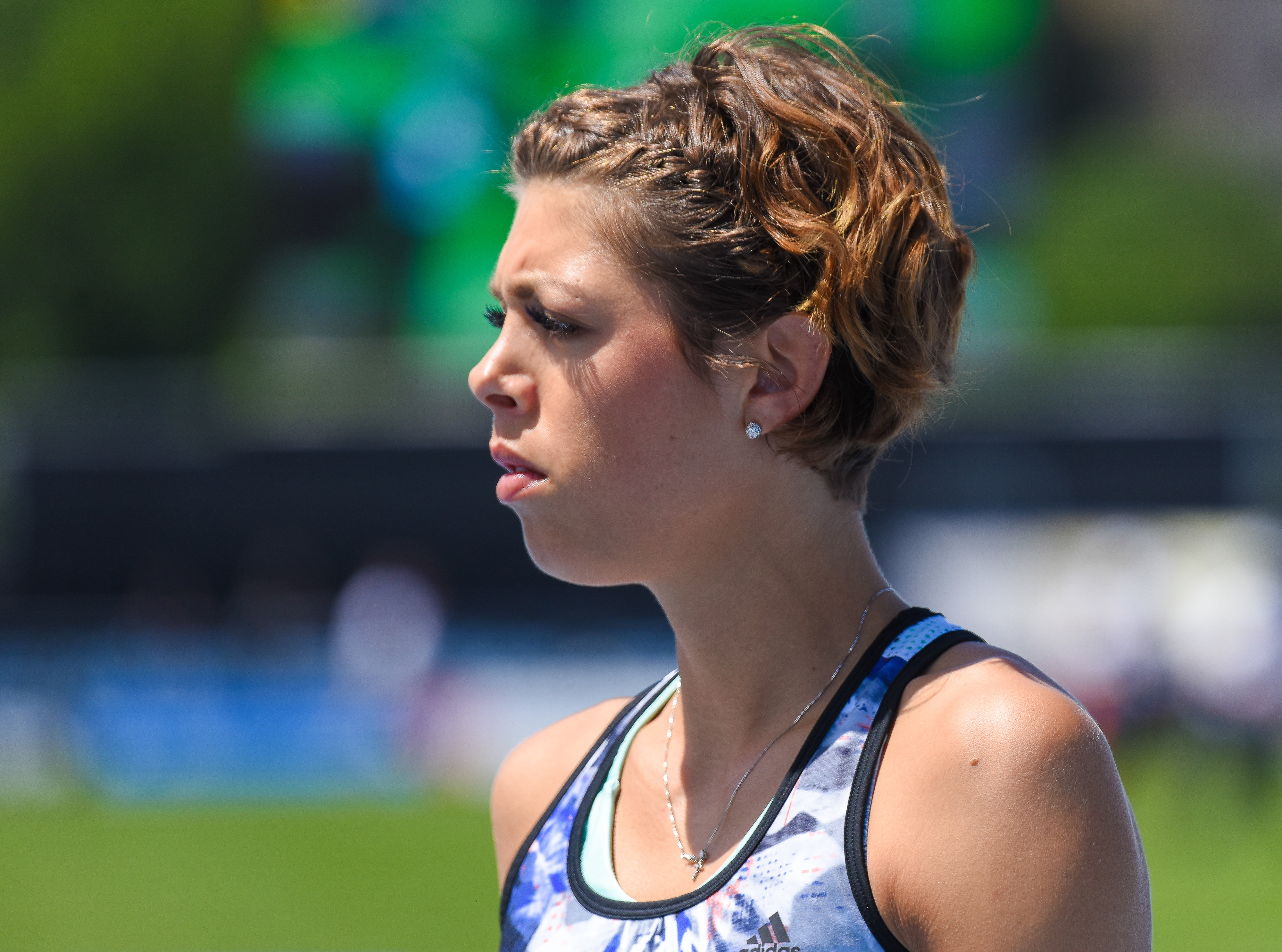
Bronzemedaillengewinnerin Blanka Vlašić
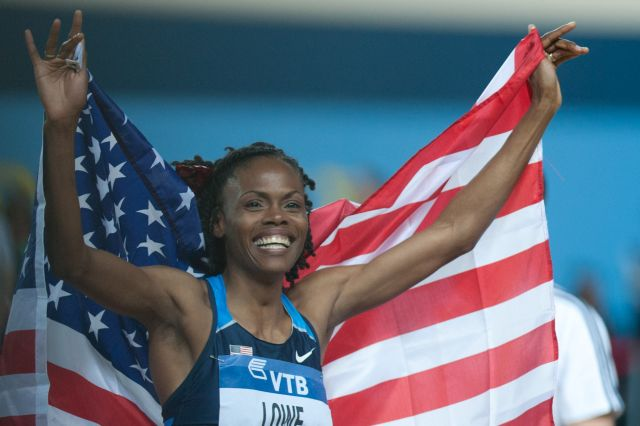
Rang vier für Chaunté Lowe
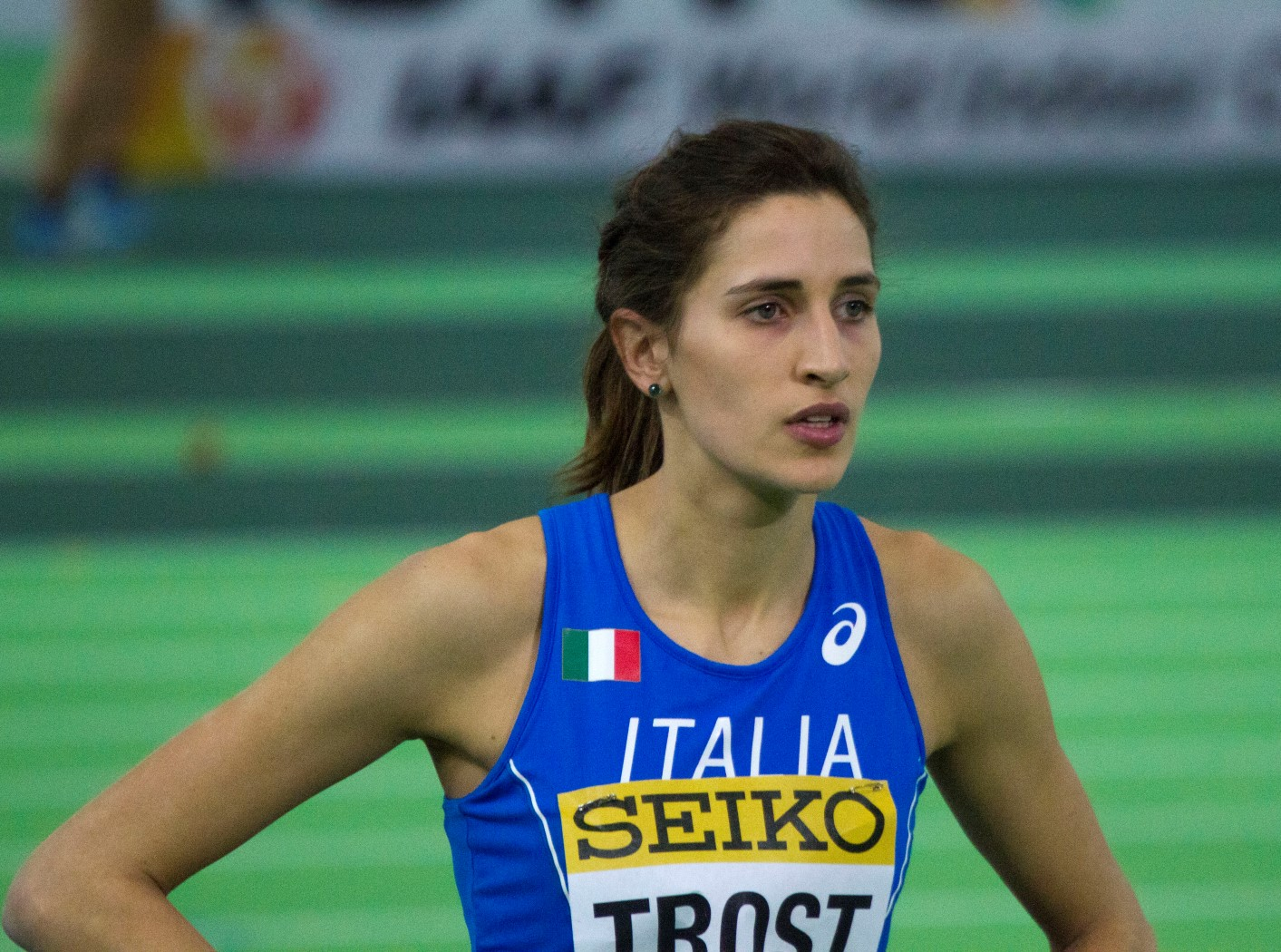
Alessia Trost wurde Olympiafünfte
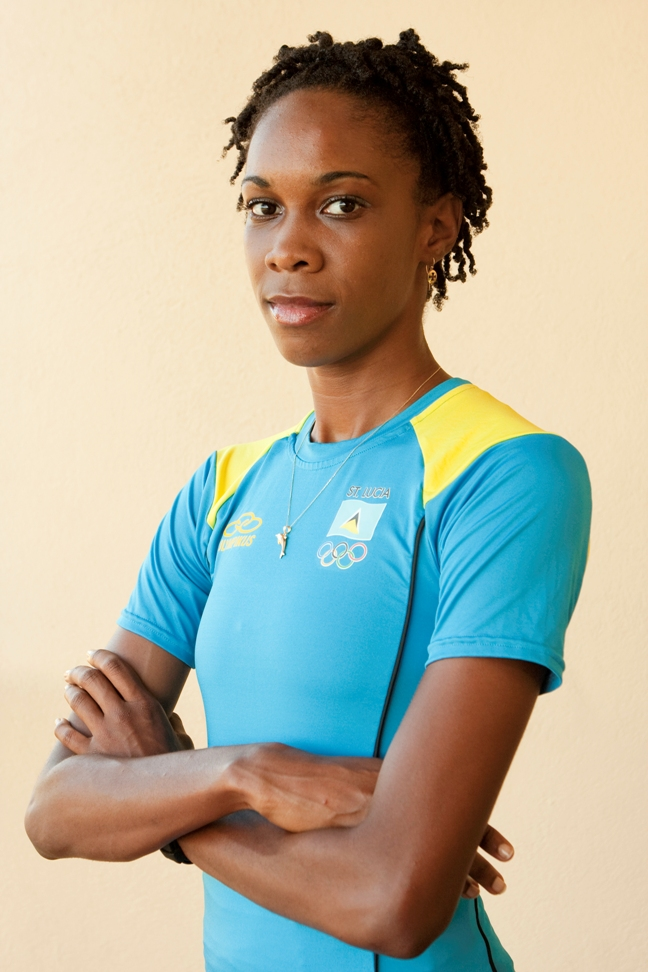
Levern Spencer kam auf den sechsten Platz
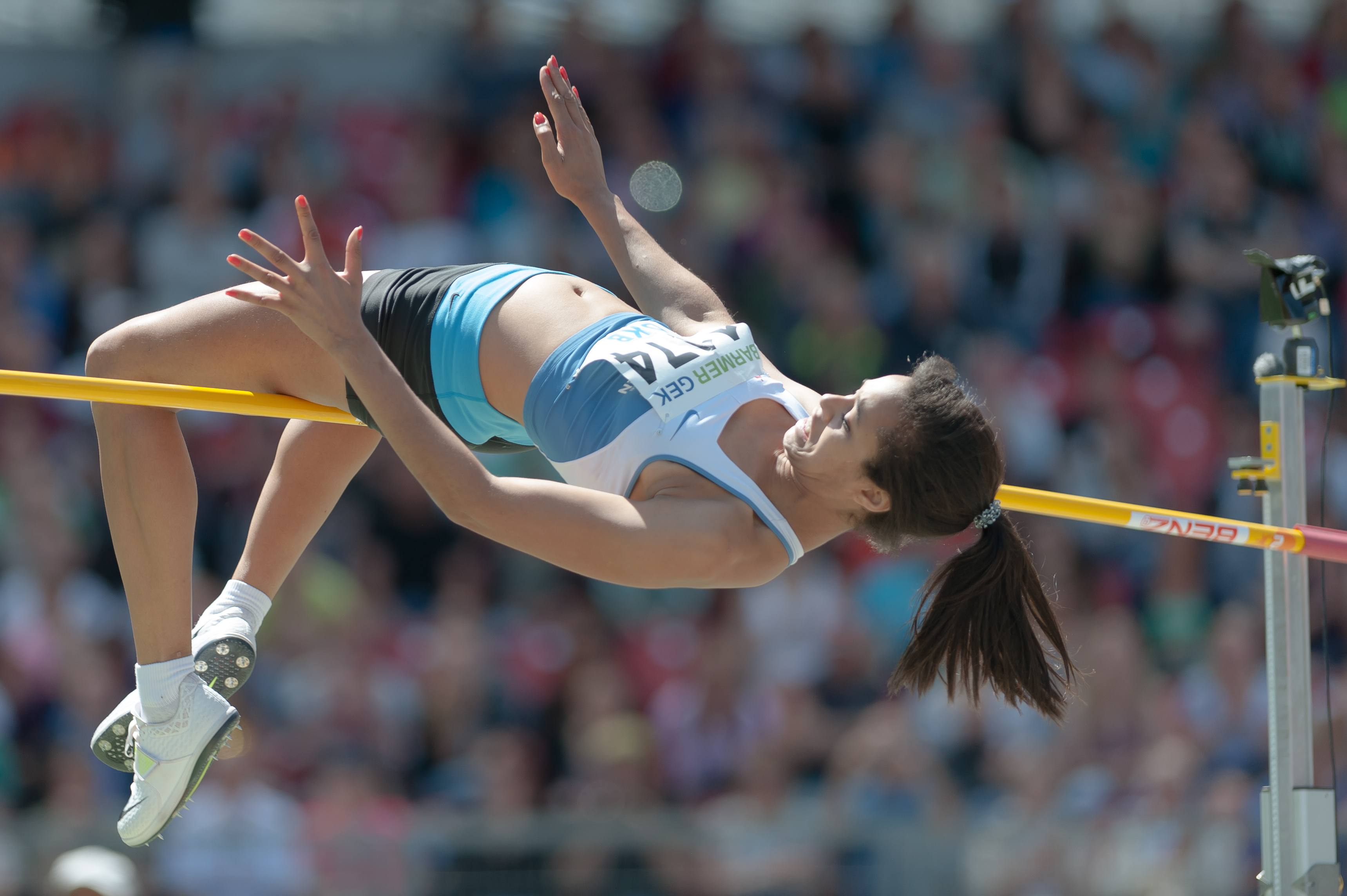
Marie Laurence Jungfleisch – geteilter siebter Platz
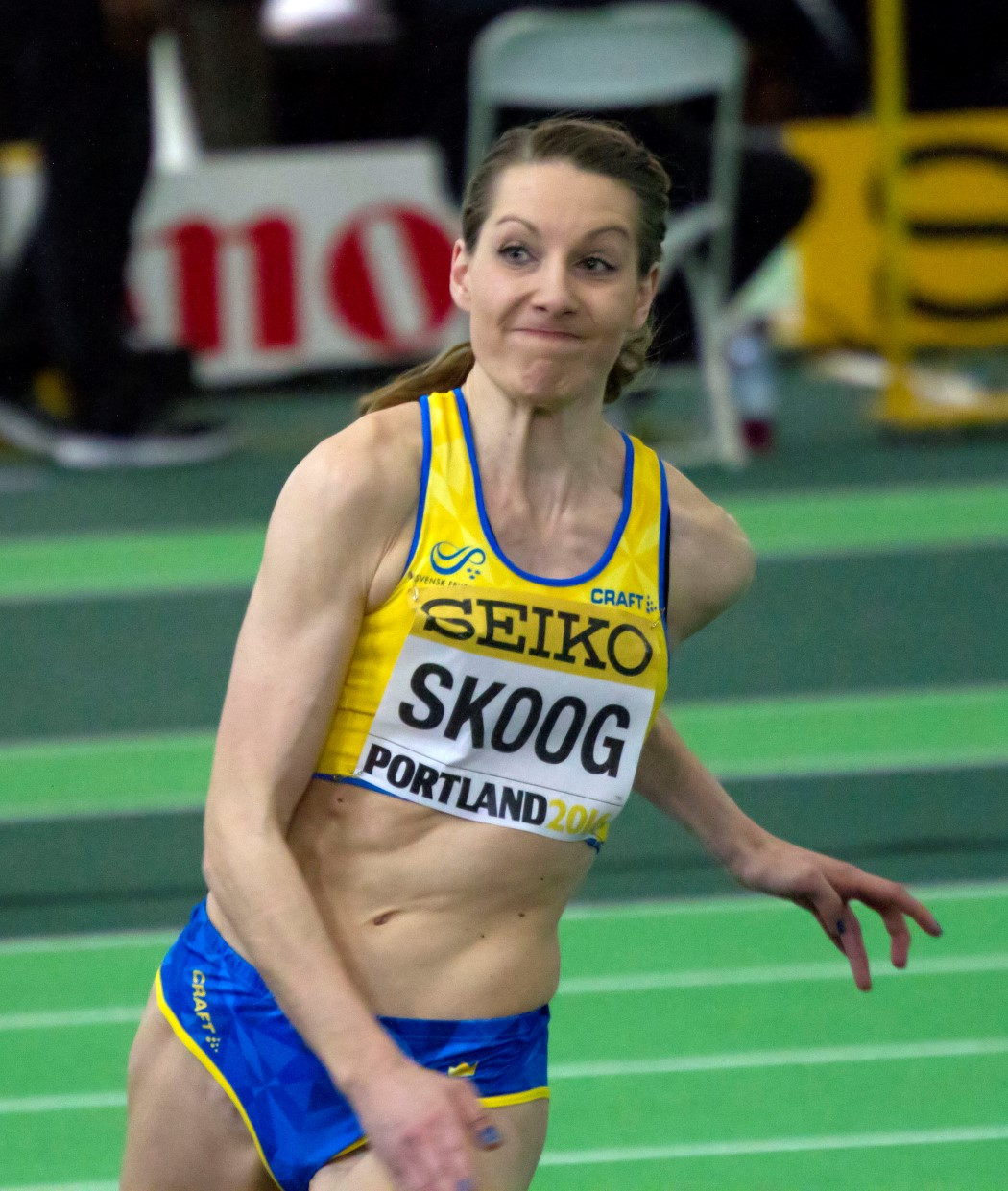
Sofie Skoog erreichte den geteilten Rang sieben
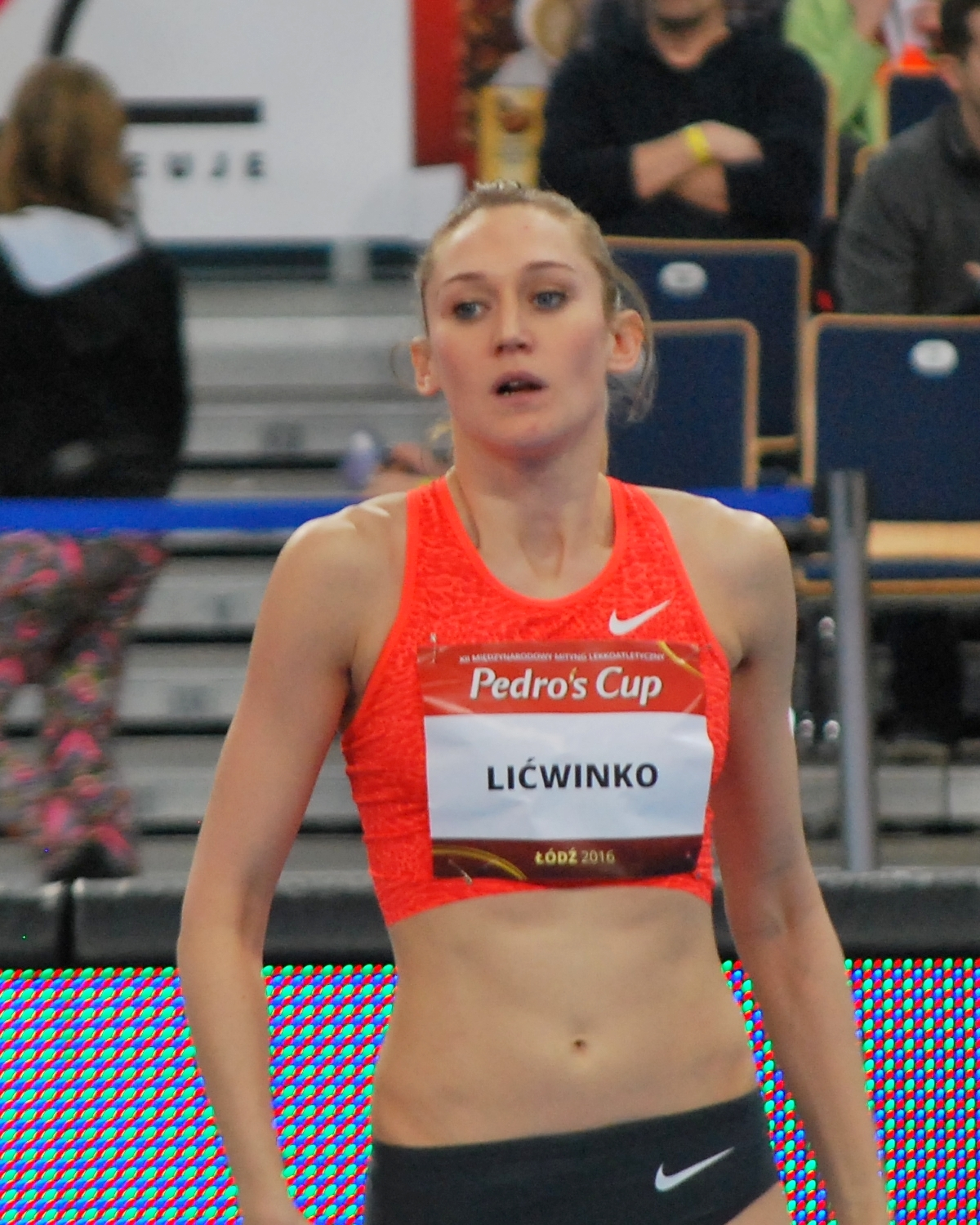
Die Olympianeunte Kamila Lićwinko
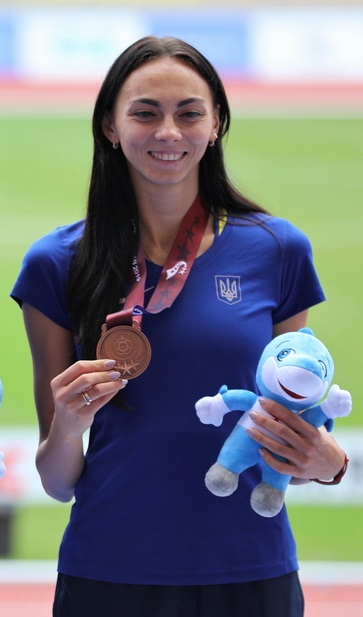
Iryna Heraschtschenko – geteilter zehnter Platz
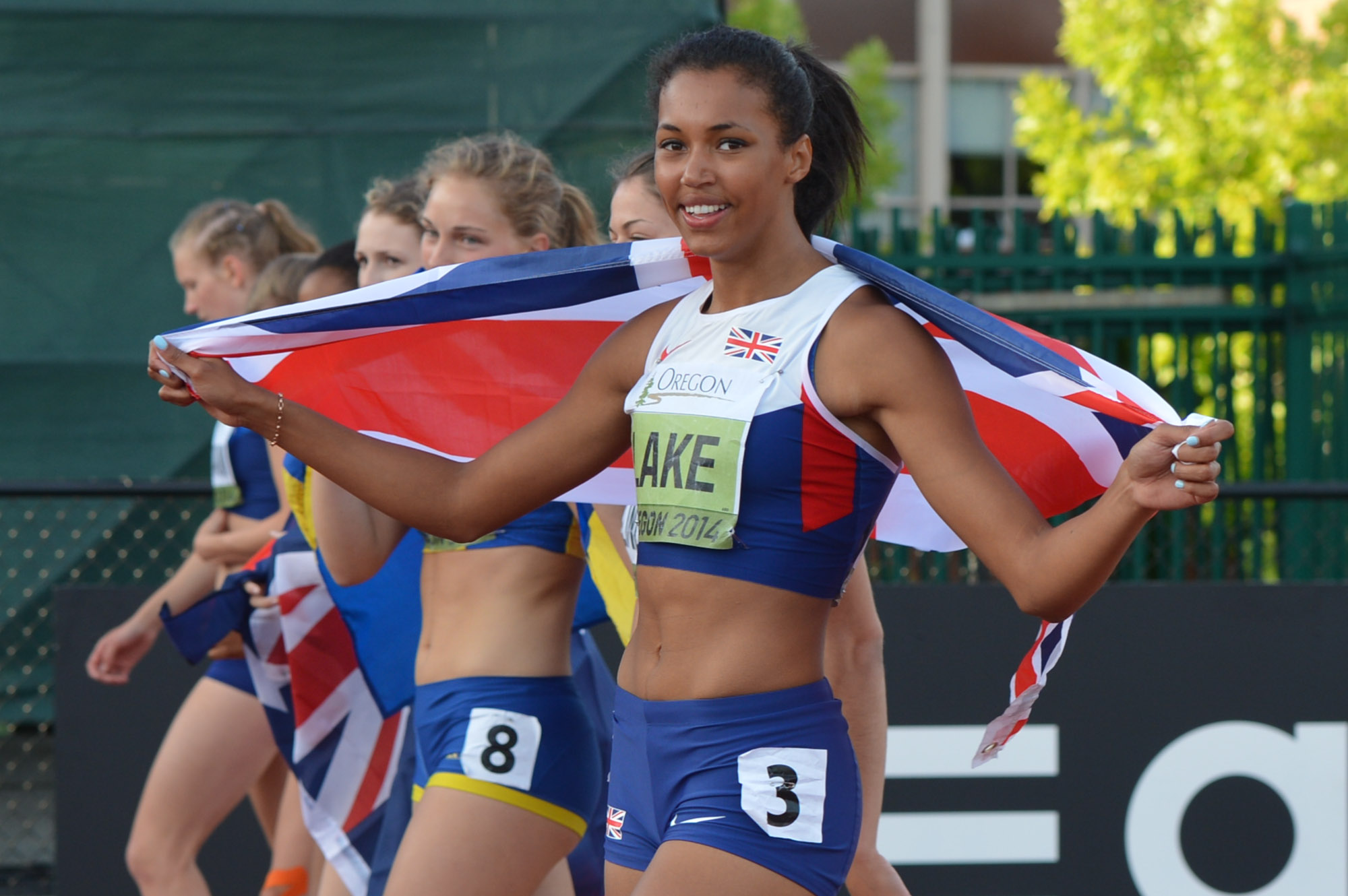
Morgan Lake wurde gemeinsam mit zwei weiteren Springerinnen Zehnte
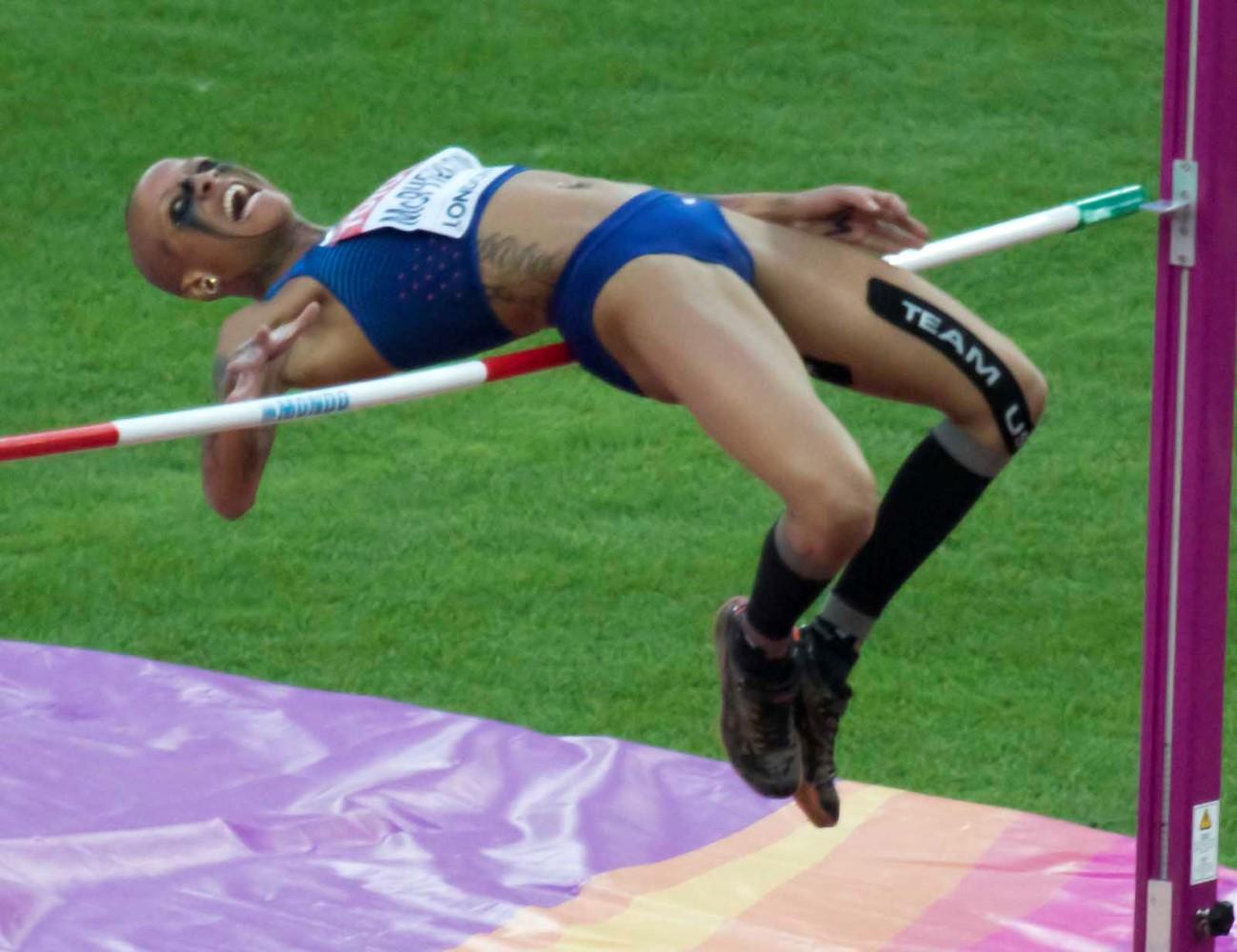
Inika McPherson – geteilter zehnter Platz
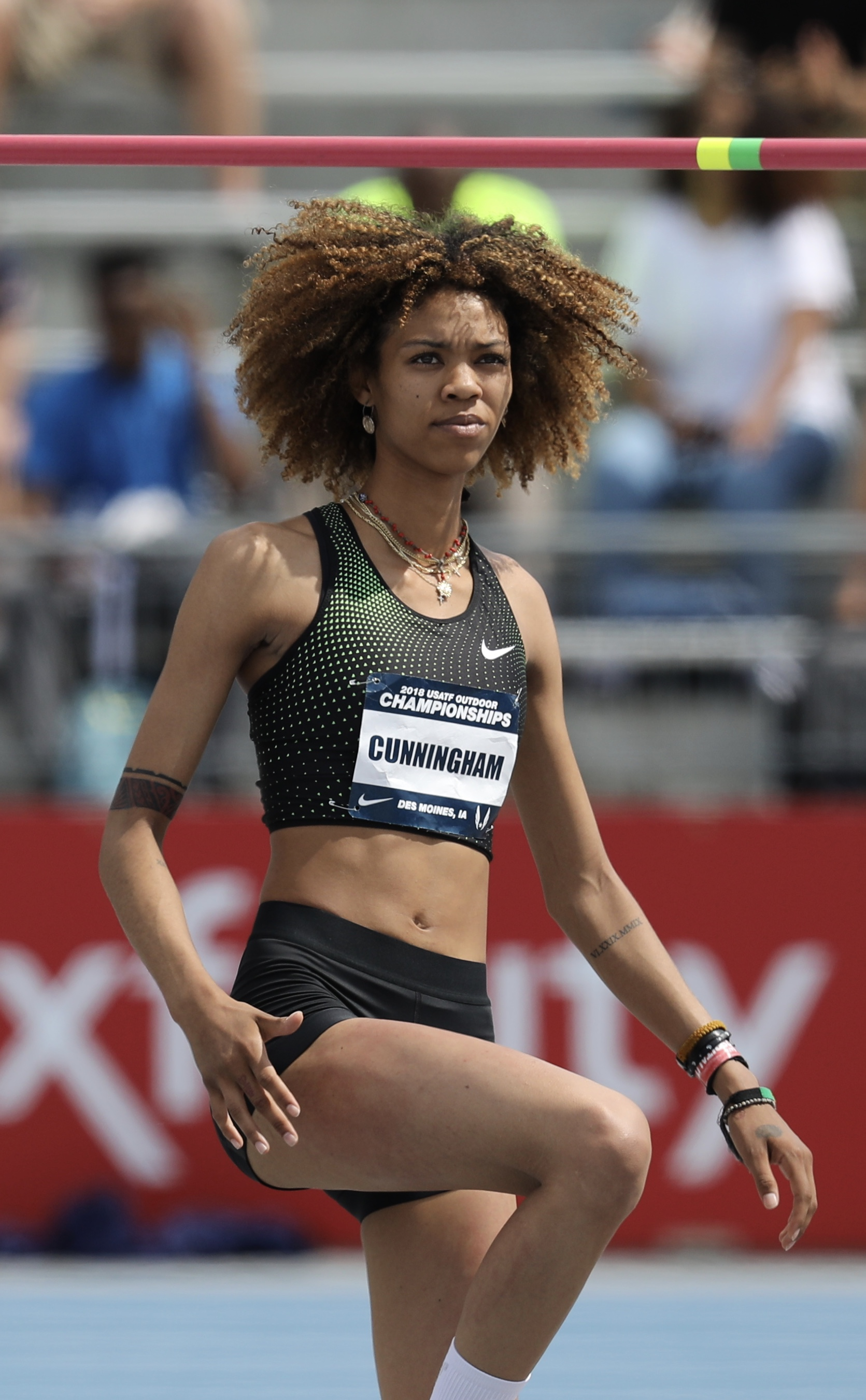
Vashti Cunningham – geteilter Platz dreizehn
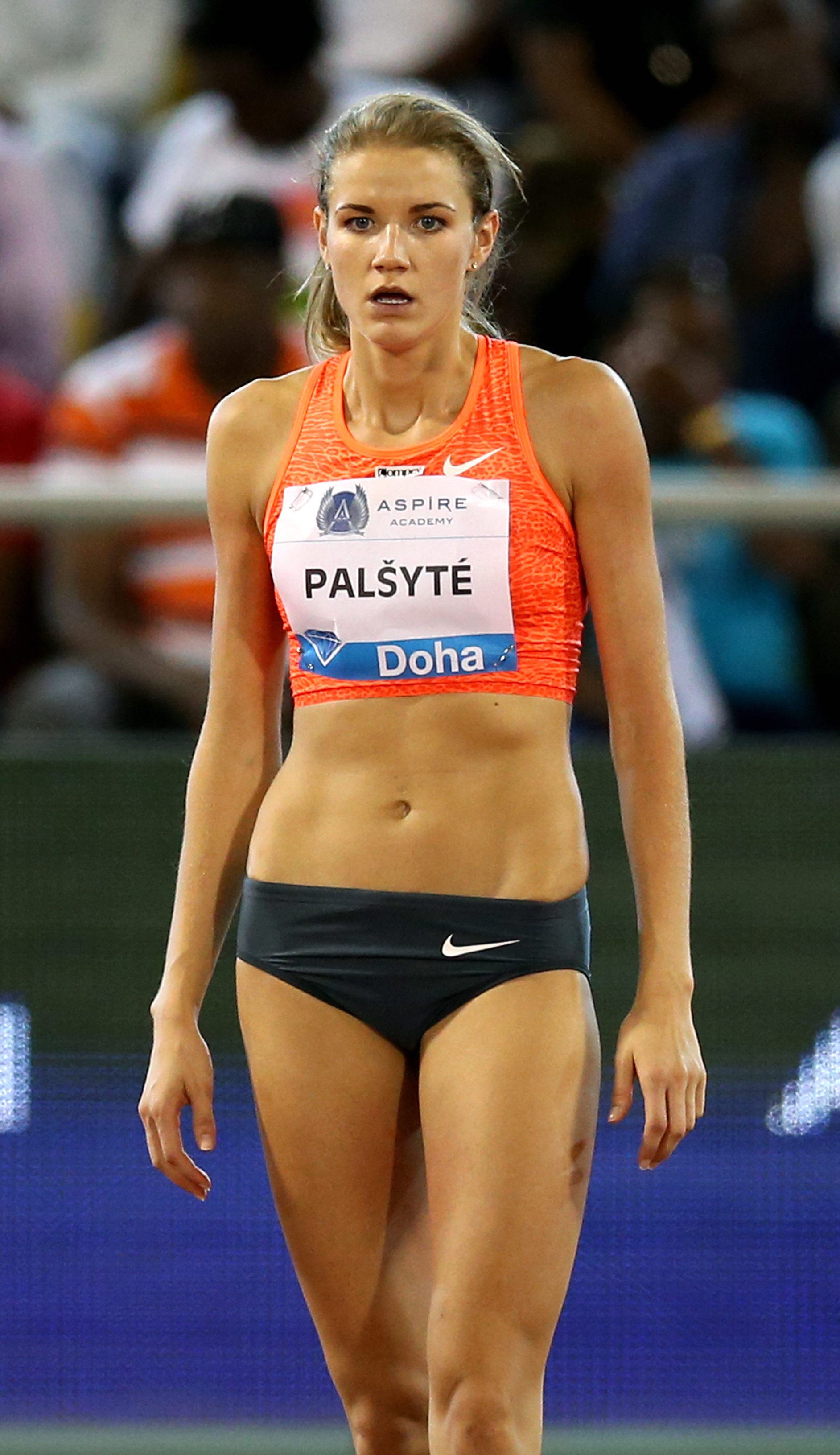
Airinė Palšytė belegte den geteilten dreizehnten Platz
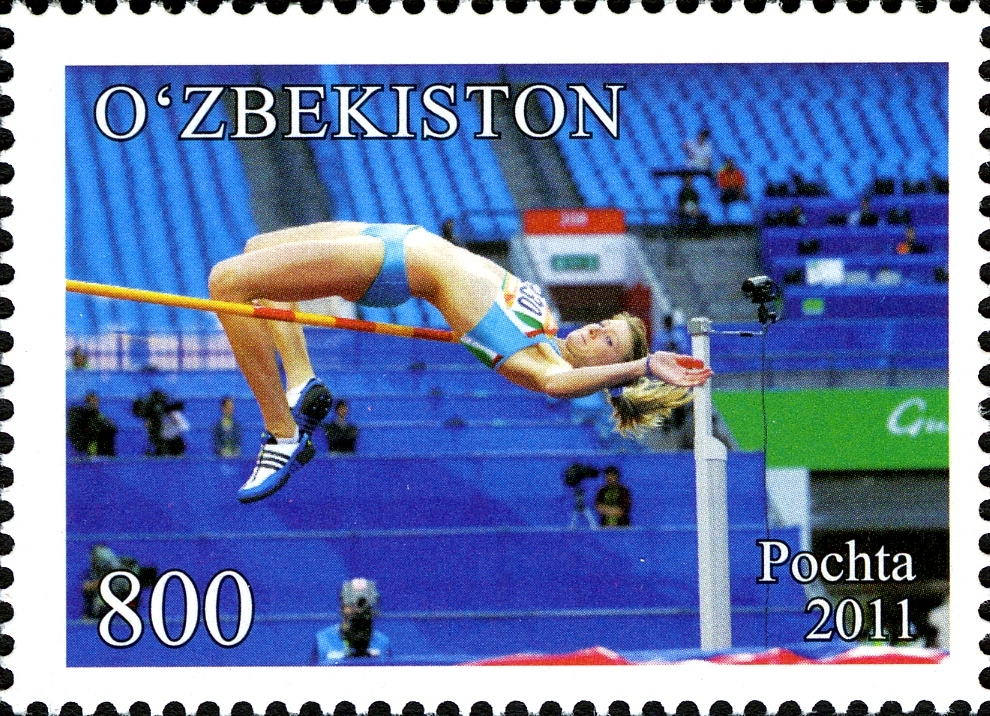
Svetlana Radzivil (auf einer usbekischen Briefmarke) – geteilter Platz dreizehn

## Videolinks
- Women's High Jump 2016, youtube.com, abgerufen am 11. Mai 2022
- Beitia wins high jump gold at her fourth Olympics, youtube.com, abgerufen am 11. Mai 2022

- Women's High Jump 2016, youtube.com, abgerufen am 11. Mai 2022
- Beitia wins high jump gold at her fourth Olympics, youtube.com, abgerufen am 11. Mai 2022